# 1214년

## 연호
- 남송(南宋) 가정(嘉定) 7년
- 금(金) 정우(貞祐) 2년
- 일본(日本) 겐포(建保) 2년
- 서하(西夏) 광정(光定) 4년
- 리 왕조(李朝) 끼엔자(建嘉) 4년

## 기년
- 남송(南宋) 영종(寧宗) 20년
- 금(金) 선종(宣宗) 2년
- 고려(高麗) 고종(高宗) 원년
- 몽골 칭기즈 칸 1214년 4월 25일, 프랑스의 왕 루이 9세 탄생9년
- 서하(西夏) 신종(神宗) 4년
- 리 왕조(李朝) 혜종(惠宗) 4년

## 탄생
ㅇ